# 亞納奧科山 (亞納萬卡區)
10°33′21″S 76°42′27″W / 10.55583°S 76.70750°W
亞納奧科山（Yana Uqhu），是秘魯的山峰，位於該國中部帕斯科大區，由丹尼爾阿爾西德斯卡里翁省的亞納萬卡區負責管轄，屬於安地斯山脈的一部分，海拔高度5,000米。